# Primetime-Emmy-Verleihung 1951
Die 3. Emmy-Verleihung fand am 23. Januar 1951 im Ambassador Hotel in Los Angeles, Kalifornien, USA statt. Bei dieser Veranstaltung waren die Nominierungen zum letzten Mal auf den Bereich Los Angeles beschränkt.

## Nominierungen und Gewinner

### Programmpreise
| Kategorie                                                                    | Preisträger | Programm                                   | Nominierungen |
| ---------------------------------------------------------------------------- | ----------- | ------------------------------------------ | --- |
| Best Dramatic Show (Beste Dramasendung)                                      |             | Pulitzer Prize Playhouse, KECA             | Fireside Theater, KTLA I Remember Mama, KTTV, CBS Philco TV Playhouse, KNBH, NBC Studio One, KTTV, CBS                                |
| Best Variety Show (Beste Unterhaltungssendung)                               |             | The Alan Young Show, KTTV, CBS             | Four Star Revue, KNBH, NBC The Ken Murray Show, KTTV, CBS Texaco Star Theatre, KNBH, NBC Your Show of Shows, KNBH, NBC                |
| Best Games And Audience Participation Show (Beste Spiel- und Mitmachsendung) |             | Truth or Consequences, KTTV, CBS           | Kay Kyser’s Kollege of Musical Knowledge, KNBH, NBC Life with Linkletter, KECA Pantomime Quiz, KTTV, CBS You Bet Your Life, KNBH, NBC |
| Best News Program (Beste Nachrichtensendung)                                 |             | KTLA Newsreel, KTLA                        | Clete Roberts, KLAC Fleetwood Lawton, KTSL Ford News and Weather, KNBH                                                                |
| Best Public Service (Bestes Informationsprogramm)                            |             | City at Night, KTLA                        | Classified Column, KTTV Community Chest Kickoff In Our Time, KTTV Marshall Plan, KECA Teleforum, KTLA                                 |
| Best Cultural Show (Beste Kultursendung)                                     |             | Campus Chorus and Orchestra, KTSL          | Designed for Women, KNBH Sunset Service, KNBH Vienna Philharmonic, KTTV The Woman’s Voice, KTTV                                       |
| Best Educational Show (Beste Lehrsendung)                                    |             | KFI-TV University, KFI-TV                  | Kieran’s Kaleidoscope, KECA Know Your Schools, KFI-TV Magazine of the Week, KTLA Zoo Parade, KNBH                                     |
| Best Special Events (Beste Sondersendungen)                                  |             | Departure of Marines for Korea, KFMB, KTLA | Arrival of Cruiser from Korea, KTLA Commissioning of Hospital Ship Haven Election Coverage, KECA Tournament of Roses, KECA            |
| Best Sports Program (Beste Sportsendung)                                     |             | Rams Football, KNBH                        | College Basketball Games, KTTV College Football Games, KTTV, CBS Hollywood Baseball, KLAC Los Angeles Baseball, KFI                   |
| Best Children’s Show (Beste Kindersendung)                                   |             | Time for Beany, KTLA                       | The Cisco Kid, KNBH Jump Jump, KTTV Kukla, Fran and Ollie, KNBH, NBC The Lone Ranger, KTLA                                            |

### Darstellerpreise
| Kategorie                           | Preisträger              | Programm | Nominierungen |
| ----------------------------------- | ------------------------ | -------- | --- |
| Best Actor (Bester Schauspieler)    | Alan Young, KTTV, CBS    |          | Sid Caesar, KNBH, NBC José Ferrer Stan Freberg, KTLA als Stimme von Cecil the Seasick Serpent Charles Ruggles, KECA |
| Best Actress (Beste Schauspielerin) | Gertrude Berg, KTTV, CBS |          | Judith Anderson Imogene Coca, KNBH, NBC Helen Hayes, KECA Betty White, KLAC                                         |

### Moderatorenpreise
| Kategorie                                               | Preisträger             | Programm | Nominierungen                                                                        |
| ------------------------------------------------------- | ----------------------- | -------- | ------------------------------------------------------------------------------------ |
| Most Outstanding Personality (Größte TV-Persönlichkeit) | Groucho Marx, KNBH, NBC |          | Sid Caesar, KNBH, NBC Faye Emerson, KTTV, KECA Dick Lane, KTLA Alan Young, KTTV, CBS |

### Sonderpreise
| Kategorie             | Preisträger | Programm | Nominierungen |
| --------------------- | ----------- | -------- | ------------- |
| Station Achievement   | KTLA        |          |               |
| Technical Achievement | KNBH-NBC    |          |               |